# رأس مقلوب أربعة آنة

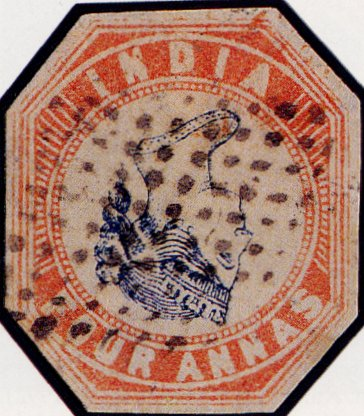
رأس مقلوب بقيمة أربع آنة هندية

طابع البريد ذو الرأس المقلوب الأربعة آنة من الهند هو طابع بريدي ثمين لدى هواة جمع الطوابع. تضمنت الإصدارات الأولى من مجلة إنديا لعام 1854 قيمة أربعة آنات باللونين الأحمر والأزرق. وكانت واحدة من أوائل الطوابع متعددة الألوان في العالم، إذ سبقتها طوابع بازل دوف بتسع سنوات. ومع ذلك حدث خطأ عكسي أثناء الإنتاج مما أدى إلى ظهور الرأس "مقلوبًا".

## طوابع أربعة آنات
طبعت طوابع الأربع آنا بواسطة مكتب المساحة في كلكتا. حيث قاموا باستخدام لونين هما الأحمر للإطار والأزرق للرأس. وأثناء الإنتاج طبع الورق أولاً بإطارات حمراء ثم وُضعت الأوراق لتجف طوال الليل. في اليوم التالي أضيفت الرؤوس الزرقاء داخل الإطارات. وبدأت الطباعة الأولى باستخدام قالب الرأس الأول وقالب الإطار الأول كما هو موضح هنا في 13 أكتوبر 1854. وكان هناك 12 طابعًا متباعدًا على نطاق واسع في كل ورقة. كما طبع 206,040 طابعًا بالضبط لهذا الإصدار الأول من قالب الهيد.

## رأس مقلوب أربعة آنات
ومن بين هذه الطوابع المطبوعة لأول مرة قُلب ما لا يقل عن ستة أوراق ذات إطارات حمراء بمقدار 180 درجة عن غير قصد قبل وضعها في المطبعة. لذا ومع أن الرؤوس تبدو مقلوبة رأسًا على عقب فإن الإطارات الحمراء هي التي كانت مقلوبة. ووجد دي إن جاتيا أنه لا بد من إدخال ستة أوراق على الأقل في المكبس رأسًا على عقب حيث أظهرت ستة من هذه الطوابع من الموضع 4 استخدام أحجار طباعة حجرية مختلفة لرأس وقوالب الإطار.
إن الأمثلة الباقية من هذا الخطأ قليلة العدد. يذكر إي إيه سميثيز أنه في وقت ما: "كانت التفاصيل والرسوم التوضيحية لجميع النسخ المعروفة موجودة في ذلك المنشور المثير للاهتمام -طوابع الشهرة- بقلم إل إن وإم ويليامز." وقد أبلغ عن مثال إضافي مما أدى إلى 28 مثالًا معروفًا في المجموع. كما تستخدم كل هذه البريديات. من المعروف أن اثنين (أو ثلاثة) فقط من هذه القطع مقطوعة بأسلوب مربع، وهناك 25 قطعة أخرى مقطوعة على الشكل (أي على شكل مثمن). عرضت واحدة من مجموعة إيرل كروفورد في المعرض العالمي للطوابع البريدية في واشنطن عام 2006.

## اكتشاف الخطأ
ويبدو أن هذا الخطأ لم يُكتشف إلا بعد مرور سنوات عديدة على إصدار الطوابع. فلم يذكر أي من منشورات سبعينيات القرن التاسع عشر الرؤوس الأربعة المقلوبة. وتوفر إعادة طبع عام 1891 أول دليل قاطع على أن الخطأ كان معروفًا لكن إي إيه سميثيز قال إن الخطأ لوحظ لأول مرة أثناء اجتماع جمعية هواة جمع الطوابع في لندن في عام 1874. أما في عام 1907 فقد ذكر إل إل آر هاوسبورغ رأسًا مقلوبًا للأربع آنا ولكن بأسلوب غير صحيح لأنه لم يكن متأكدًا ما إذا كانت جاءت من الطبعة الأولى أو الثانية. وقد وصف السيد سيفي هذا الخطأ في مجلة ويست إند فيتاليست في يناير 1912.

## المجموعات

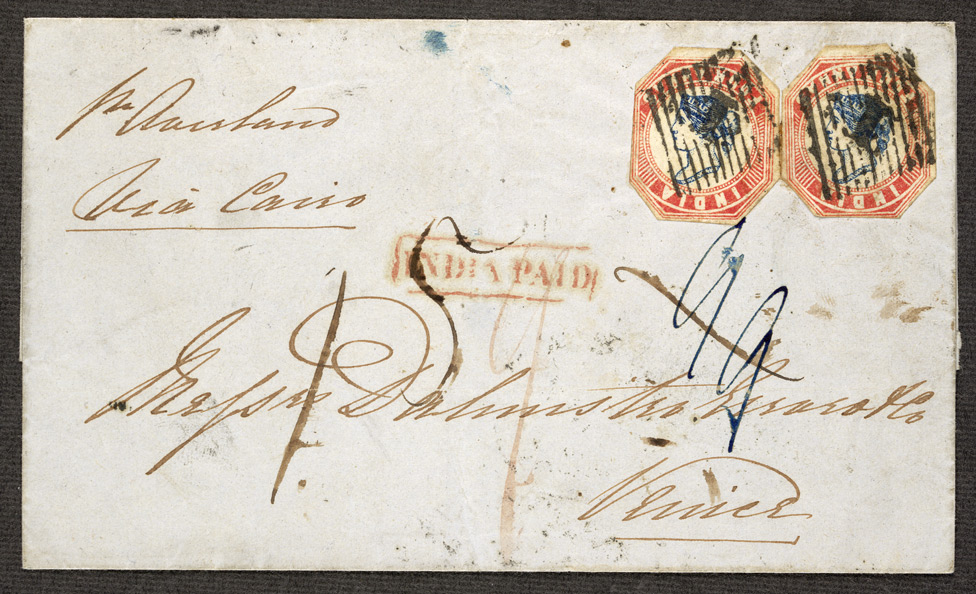
رأسان مقلوبان مقطوعان حسب الشكل على الغلاف مجموعة تابلينج.

توجد ثلاثة أمثلة مقطوعة حسب الشكل لرأس مقلوب لأربع آنات في مجموعة تابلينغ في المكتبة البريطانية بلندن، بما في ذلك اثنتان (الموضعان 3 و4 على الورقة المطبوعة) على الغلاف مما يشير إلى أن الخطأ حدث بسبب وضع غير صحيح للورقة وليس بسبب نقل القالب بطريقة غير دقيقة. ويوجد مثال واحد مقطوع بعناية على شكل معين من الموضع الخامس على الورقة في المجموعة الملكية. وتحتوي مجموعة حكومة الهند في دلهي على مثال مقطوع حسب الشكل على القطعة بالموضع الثاني على الورقة. وكان هناك مثالان مقطوعان بأسلوب مربع أحدهما على الغلاف في مجموعة سي دي ديساي . حيث رفع ديساي طابعه من غلافه للدراسة. وقد وصف أصل العديد من الأمثلة الأخرى في كتاب مارتن وسميثيس كما هو مذكور أدناه.

## التزويرات

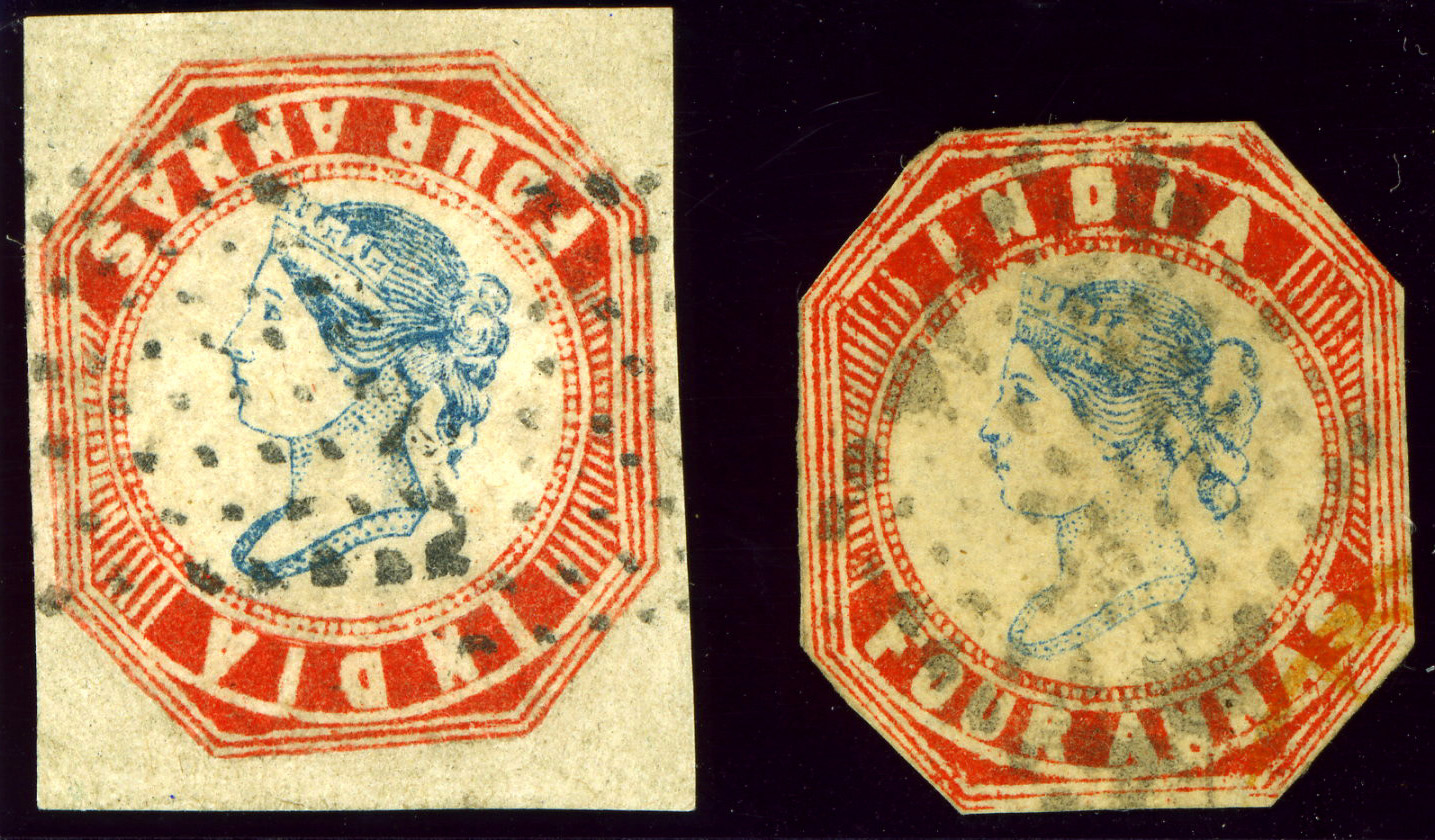
تزوير للرأس المقلوب (يسار)، بجانب طابع عادي (يمين). إن رأس وإطار الطابع المقلوب ليسا من الطبعة الأولى وعلى هذا لا يمكن أن يكون طابعًا برأس مقلوب حقيقي.

أجريت عمليات التزوير عن طريق محو الرأس المستقيم أو الإطار كيميائيًا ثم الطباعة فوقه. ويمكن اكتشافها باستخدام "الضوء الأسود" (الضوء فوق البنفسجي طويل الموجة (يو في-إيه)) وتقنيات أخرى. ظهرت واحدة من هذه النسخ المزيفة في مزاد ماسون وواحدة أو اثنتين في مزادات فيراري. حيث تزعم بعض عمليات التزوير الذكية إظهار رأس مقلوب باستخدام قوالب رأس غير صحيحة وهو أمر واضح. بينما التزويرات الخام كثيرة.